# 盧彬
盧彬（1405年—1462年），字文質，陝西西安府咸寧縣（今屬西安市）人，民籍。明朝政治人物。進士出身。

## 生平
生於永樂乙酉八月二十五日，永樂二十一年（1423年）癸卯科陝西鄉試第二十四名。宣德八年（1433年）癸丑科進士。正統元年丙辰（1436年），擢北京户部雲南清吏司主事。丁外艱，六年服闋，轉南京户部貴州司，八年丁内艱，服闋赴京，轉户部山西司。正統十三年，四川、貴州等處邊境多事，奉敕總督軍餉，事竣，同事兵部侍郎侯璡封章上聞，陞貴州布政司左參議。景泰中解職歸田。天順改元，復舊職，改山西左參議，尋解職歸里。以詩文自娱，素號靜軒。天順六年壬午冬十月十有六日病逝，享年五十八。

## 家族
曾祖父盧克。祖父盧翔遠。父亲盧庭秀。母馬氏。具慶下。兄郁、綱。配李氏，封安人。生一子盧驥。